# Montagny-lès-Buxy
Montagny-lès-Buxy là một xã trong tỉnh Saône-et-Loire, thuộc vùng hành chính Burgund của nước Pháp, có dân số là 223 người (thời điểm 1999).

## Nhân khẩu học
| 1962 | 1968 | 1975 | 1982 | 1990 | 1999 |
| ---- | ---- | ---- | ---- | ---- | ---- |
| 202  | 208  | 222  | 228  | 221  | 223  |